# Arbutus (Maryland)
Arbutus és una concentració de població designada pel cens dels Estats Units a l'estat de Maryland. Segons el cens del 2000 tenia 20.116 habitants.

## Demografia
Segons el cens del 2000, Arbutus tenia 20.116 habitants, 8.120 habitatges, i 5.204 famílies. La densitat de població era de 1.194,9 habitants per km².
Dels 8.120 habitatges en un 28% hi vivien nens de menys de 18 anys, en un 48,6% hi vivien parelles casades, en un 11% dones solteres, i en un 35,9% no eren unitats familiars. En el 27,6% dels habitatges hi vivien persones soles el 9,6% de les quals corresponia a persones de 65 anys o més que vivien soles. El nombre mitjà de persones vivint en cada habitatge era de 2,44 i el nombre mitjà de persones que vivien en cada família era de 2,99.
Per edats la població es repartia de la següent manera: un 22,2% tenia menys de 18 anys, un 8,5% entre 18 i 24, un 33,5% entre 25 i 44, un 21,3% de 45 a 60 i un 14,4% 65 anys o més.
L'edat mediana era de 37 anys. Per cada 100 dones de 18 o més anys hi havia 91,2 homes.
La renda mediana per habitatge era de 47.792 $ i la renda mediana per família de 54.003 $. Els homes tenien una renda mediana de 37.766 $ mentre que les dones 29.129 $. La renda per capita de la població era de 22.456 $. Entorn del 4,5% de les famílies i el 6,8% de la població estaven per davall del llindar de pobresa.

## Poblacions més properes
El següent diagrama mostra les poblacions més properes.